# Los Sims 4: Día de spa
Los Sims 4: Días de spa —en inglés: The Sims 4: Spa Day— es el segundo paquete de contenido del juego de computadora, Los Sims 4. El pack fue lanzado el 14 de julio de 2015 a través de la plataforma Origin. La temática del pack gira en torno a la posibilidad de ir al spa y hacer yoga.
Los críticos comentaron que el paquete es una adición pequeña y peculiar, agregando un hermoso conjunto de muebles minimalistas pero demasiado específico. Al mismo tiempo, Días de spa finalmente se convirtió en el pack menos favorito de los fanáticos de Los Sims 4.

## Jugabilidad
El juego agrega la posibilidad de visitar el spa y recibir una variedad de tratamientos allí, como masajes de manos, pies y espalda. Los sims también pueden tomar varios baños de barro y usar el sauna. Además, el pack agrega una habilidad: bienestar, que se obtiene mediante la yoga y meditación, con un alto nivel de la habilidad, un sim podrá levitar y teletransportarse durante la meditación. También se pueden colocar en el lote del jugador objetos como mesas de masaje, baños de barro y saunas. El paquete incluye una colección de mobiliario de estilo wabi-sabi moderno y minimalista.
Como parte de la actualización del 7 de septiembre de 2021, se ha ampliado la jugabilidad del paquete. Por ejemplo, se agregaron manicura y pedicura, lo que permite a los sims pintar y dar forma a sus uñas, máscaras faciales, ahora los niños pueden hacer yoga. También se han agregado varios elementos y máscaras adicionales para los existentes. Los sims también pueden enseñar meditación y autocontrol a otros y convertirse en gurús zen o especialistas en autoayuda.

## Desarrollo y lanzamiento
El juego se anunció por primera vez el 30 de junio de 2015. Al mismo tiempo, se realizó previamente una encuesta con temática sobre spa y lo que les gustaría ver a los jugadores. El 14 de julio de 2015, se publicó el tráiler, junto con el lanzamiento del juego a través de Origin.
En medios físicos, el pack fue lanzado como parte de The Sims 4 Bundle Pack 11 el 31 de julio de 2015 en Estados Unidos. Esta es la segunda vez que el pack se incluye en The Sims 4 Get Together Collection, lanzado el 13 de diciembre de 2016 en el país antes mencionado. El 18 de abril de 2019, el juego se lanzó par las consolas PlayStation 4 y Xbox One.

## Banda sonora
| N.º | Título                       | Artista            | Duración |  |
| 1.  | «Into The Crystal»           | The Unicorn Hunter | 2:55     |  |
| 2.  | «Tears Of The Dolphin Dream» | The Unicorn Hunter | 3:01     |  |
| 3.  | «Stardust Temple»            | The Dawn of Dar    | 2:05     |  |
| 4.  | «Moonbeam Beach»             | The Dawn of Dar    | 1:47     |  |
| 5.  | «Simfinity»                  | Crystal Paws       | 3:26     |  |
| 6.  | «Temporal Tonic»             | Crystal Paws       | 3:17     |  |
| 7.  | «Another Solar Visitation»   | Valhalla Von       | 2:01     |  |
| 8.  | «Ashwagandha Air Cycle»      | Valhalla Von       | 2:25     |  |

## Recepción crítica
El sitio web TheGamer llamó Día de spa como «el mejor juego ambientado en Los Sims 4». Sin embargo, el pack ocupó el último lugar en popularidad entre los jugadores.
Bryan Ertmer de Gaming Trend calificó el paquete como «una expansión digna de Los Sims 4, que agrega una amplia variedad de experiencias de spa al sim». El crítico dijo que Día de spa incluso supera a Los Sims 4: De acampada en una variedad de nuevas características. La principal desventaja del pack es la concentración en un tema altamente especializado, que solo se nota al visitar el spa, sin embargo, se pueden agregar objetos a su sitio. A Ertmer también le gustaron los nuevos objetos de estilo moderno y minimalista para decorar el interior de la casa y el jardín.
Una reseña más moderada provino del crítico Scott Romeyn de Impulse Gamer, que describe el juego como «una expansión pequeña y peculiar que les dará a tus sims un descanso y agregará un conjunto de hermosos objetos de construcción e interiores». Al mismo tiempo, el crítico calificó el pack como sobrevalorado y no que valía la pena, ya que en términos de su escala está bastante lejos de ser mejor como De acampada, que añade un nuevo mundo.